# Bawku
Bawku è una città del Ghana situata nella Regione Orientale Superiore ed è capoluogo dell'omonimo distretto.
Il locale ospedale serve non solo la città e la sua regione ma anche abitanti dei vicini Togo e Burkina Faso.